# 豆焼橋
豆焼橋（まめやきばし）は埼玉県秩父市大滝の豆焼川に架かる国道140号（大滝道路）の道路橋である。資料によっては豆焼沢橋と記されている物もある。

## 概要
橋は秩父多摩甲斐国立公園の普通区域内の山地に位置する。橋の標高は約1000メートルである。橋長220メートル、総幅員10.75メートル、有効幅員9.25メートル（車道7.25メートル、歩道2メートル）最大支間長149.6メートルのアーチ橋の一種である鋼逆ローゼ橋の1等橋（TL-20）である。側径間は両側とも曲線となっていたが、右岸側は曲線から直線に改められている。下部工は逆T字橋台および重力式橋脚で、その基礎工は直接基礎である。橋の高さは豆焼川の河床から橋面まで120メートルである。アーチリブの高さは基礎より32.0メートルである。車道と歩道の間には幅0.5メートルの縁石が設けられている。縁石に車道と歩道を隔てる柵は無い。車道には外向きに1.5パーセント、歩道に2パーセントの横断勾配が付けられている。また、縦断線形は山梨方に向かって6.0パーセントの上り勾配が付けられた片勾配の斜路橋の橋梁で、この数字はベタ踏み坂の通称で著名な江島大橋（6.1パーセント）と0.1パーセントしか違わない。勾配6.0パーセントを度に換算すると約3.43 °で、右岸側と左岸側の高低差は13.2メートルとなる。支柱の対傾構にK型鋼（座屈拘束ブレース）が多用されている。橋のすぐ南詰には長さ744メートルで半径150メートルの曲線トンネルである奥秩父トンネルの坑口がある。
埼玉県の第一次特定緊急輸送道路に指定されている。
深い緑のVの字の谷間に橋の紅が映える絶景スポットで、2003年（平成15年）3月に国土交通省荒川上流河川事務所が選定した「荒川をめぐる旅100選」の荒川の名所の一つに指定されている。

### 諸元
- 形式 - 3径間連続鋼逆ローゼ橋
- 橋長 - 220.000 m[2][13]
  - 支間割 - (34.500 m + 149.600 m + 34.500 m)
- アーチライズ - 32.0 m
- 幅員
  - 総幅員 - 10.750 m - 11.170 m
  - 有効幅員 - 9.250 m - 9.570 m（車道7.250 - 7.570 m、歩道2.000メートル）
- 縦断勾配 - 6.0 %
- 横断勾配 - 車道1.5 %、歩道2.0 %
- 床版 - 鉄筋コンクリート
- 橋台 - 逆T字橋台
- アーチ拱台 - 重力式橋脚
- 基礎 - 直接基礎
- 鋼重 - 1041 t
- 橋格 - 一等橋（TL-20）
- 施工 - 三菱重工業[注釈 1]
- 架設工法 - ケーブルエレクション斜吊り工法
- 竣工 - 1982年（昭和57年）8月
- 開通 - 1988年（昭和63年）6月14日[注釈 2]
  - 一般供用開始 - 1998年（平成10年）4月23日（雁坂トンネル開通と同日）

## 建設
現場となる関東山地の奥秩父山塊は山容が急峻で、2000メートル級の名峰が連なる全国屈指の山岳地帯ある。近年稀にみる難事業であることに加え、全線が国立公園の区域内にあり「奥秩父の美しい原生林を壊すな」と自然保護団体や東京大学などからの横槍も入ったことにより事業の難易度がさらに増すこととなった。国立公園を管轄する環境庁は公共性の高さから工事は原則許可する方針であった。
1980年（昭和55年）、国道140号の延伸工事は川又を起点に豆焼川の出会地点（滝川との合流点）までの約5.0 km地点に到達、道路改良が完了した。
豆焼橋の図面によると豆焼橋の山梨方で直進ではなく左にカーブしているが、これは当時有力視されていた滝川を再び遡り、その源流の水晶谷を豆焼川同様にΩカーブで越えて雁坂峠の南東側に位置する雁峠付近の下にトンネルを通す計画（雁峠越えルート）に基づいたためである。豆焼橋自体も当初の計画には無く、豆焼川の上流側に迂回してより規模の小さい橋を架ける計画であった。
現行のルート（雁坂ルート）の方が自然公園内の土地の掘削量が少なく、国立公園の特別地域（以下、特別地域）の通過距離が大幅に短くなり、自然環境への影響が少ないことに加え、雁峠の地質が悪く、トンネルの難工事が予想されたため、1981年（昭和56年）に橋から先はルート変更となった。工事は事業主体は橋は埼玉県（県土木部）で、県境地帯（特別地域）となる橋以遠は、建設省関東地方建設局が直轄で事業を行なっている。
橋は1980年（昭和55年）には橋の下部工の工事が完了している。その後上部工が建設され、1982年（昭和57年）8月に完工している。施工は三菱重工業（橋梁部門は現在のエム・エムブリッジ）が行ない、架設工法はケーブルエレクション斜吊り工法が用いられた。架設地点は人を寄せ付けない険しい地形で、架設の際周辺に道路がないため、対岸への物資の搬入や、建設の際の仮設工である鉄塔設備の構築に大変難儀した。
1988年（昭和63年）6月14日に入川橋（1973年〈昭和48年〉7月11日に開通済み）から豆焼橋までの約5.5 kmが同日10時より開通した。ただしパイロット道路（搬入道路）としての開通であるため、一般車両は豆焼橋の手前で折り返しとなり、橋の対岸へは渡ることはできなかった。開通当時は国道の橋としては全国でも傑出した規模を有する山岳橋であった。この橋の完成により埼玉県としての工事は一応完了となり、山梨方の特別地域内で順次着手される建設省が直轄の雁坂大橋や雁坂トンネルなどの構造物建設の足掛かりとなった。なお、奥秩父トンネルは豆焼橋とほぼ同時期の1988年（昭和63年）に概ね完工されている。雁坂トンネルのすぐ手前側にある雁坂大橋は約21億円を投じて1990年（平成2年）完工され、1991年（平成3年）3月までに雁坂トンネルの埼玉側坑口（予定地）までのアプローチが可能となった。これにより雁坂トンネルの埼玉県側の工事は1992年（平成4年）1月22日より着工されている。
一般車両も含めた豆焼橋の全面開通は雁坂トンネル有料道路の開業と同じ1998年（平成10年）4月23日16時からである。なお、大滝道路を構成する中津川沿いのバイパス（大滝大橋や大峰トンネルなど）もこれらと同時開業の予定だったが、1997年（平成9年）3月に工事現場付近でクマタカの営巣が確認されたため、工事が中断された影響によりトンネルや橋との開業に間に合わなかった。大滝道路（落合交差点 - 雁坂大橋間）の全線開通は同年10月である。

## 開通後
開通当初は秩父郡大滝村に架かる橋であったが、2005年（平成17年）4月1日の合併（平成の大合併）により大滝村は秩父市に合併され、所在地が秩父市に変わった。
橋の耐震基準が1980年（昭和55年）以前の基準であったため、豆焼橋耐震補強工事が実施され、2016年（平成28年）12月完了した。 施工は日本ファブテックが担当した。粘性ダンパー（耐震ダンパー）の新設や座屈拘束ブレースなどの更新も行われている。

## 周辺
周辺は「奥秩父の秘境」とも呼ばれ、紅葉の名所の一つである。橋までは西武観光バス中津川線の「川又」停留所から徒歩で約1時間30分の場所にある。
周囲は和名倉山（白石山）の麓を流れる滝川渓谷を挟んだ西側に当たり、奥秩父トンネルより先は秩父多摩甲斐国立公園の特別地域である。雁坂トンネルや奥秩父トンネルの掘削で生じたズリ（掘削残土）の捨て場が周囲に複数個所あり、そのうちの一つのワサビ沢を埋め立てたズリ捨て場には「彩甲斐街道 出会いの丘」が整備されている。
橋の南詰で滝川沿いへの旧ルートの車道が分岐があるが、入口に車止めが設置され、一般車両は通行不能となっている。この車道は黒岩尾根を経由して雁坂峠へ至る登山道へ通じている。
- 彩甲斐街道 出会いの丘
- 奥秩父トンネル
- 奥秩父トンネル電気室
- 東京大学秩父演習林
- ワサビ沢[29]
- トウバク沢
- バケモノ沢

## その他
- けやき出版の『車でいく小さな旅 2: 奥秩父・雁坂みち編』（ 1999年、ISBN 4877510680）の表紙に豆焼橋の写真が掲載されている。
- 秩父市は橋からの投身自殺が多く[31]、このような背景から市内の主要な橋の高欄などに橋からの投身自殺を防ぐ目的で「自殺予防標語入り看板」を設置し、その成果を上げている[32]。豆焼橋もその対象になっており、橋の歩道側北詰に設置されている[33]。